# Mellicta interligata
Mellicta interligata är en fjärilsart som beskrevs av Pionneau 1932. Mellicta interligata ingår i släktet Mellicta och familjen praktfjärilar. Inga underarter finns listade i Catalogue of Life.